# Ty top-model'
Ty top-model' (tiếng Nga: Ты_топ-модель) là một chương trình truyền hình thực tế dựa theo America's Next Top Model của Tyra Banks, sau Ty - supermodel được phát sóng từ năm 2004-2007 và Top Model po-russki được phát sóng từ năm 2011-2014. Chương trình cho thấy một số thí sinh khao khát cạnh tranh với nhau trong một loạt các thử thách để giành danh hiệu Top Model của Nga, cùng với hợp đồng người mẫu và các giải thưởng khác với hy vọng thành công trong ngành người mẫu.
Chương trình được công chiếu trên TNT vào ngày 21 tháng 3 năm 2021 cùng với dàn ban giám khảo bao gồm: Á hậu Miss Russia 2014 Anastasia Reshetova, diễn viên Aleksandr Gudkov, stylish Gosha Kartsev và nhà thiết kế thời trang Philipp Plein.
Người chiến thắng trong cuộc thi là Tina Tova, 20 tuổi từ Krasnodar. Cô giành được: một hợp đồng quảng cáo cho Philipp Plein trong 1 năm, giải thưởng tiền mặt trị giá 3.000.000 Rúp Nga và một phiếu quà tặng từ Estel.

## Mùa
| Mùa | Phát sóng           | Quán quân | Á quân          | Các thí sinh theo thứ tự bị loại | Tổng số thí sinh |
| --- | ------------------- | --------- | --------------- | --- | ---------------- |
| 1   | 21 tháng 3 năm 2021 | Tina Tova | Vika Kuznetsova | Polina Chernyshova & Sasha Kosygina, Nika Kraush (dừng cuộc thi), Liza Vdovina, Eva Evans & Polina Zasimenkova, Sabina Rabaia, Katya Pan, Nastya Chernobaeva & Roma Milova, Anya Tregub, Yana Dobroliubova | 14               |

## Các thí sinh
(Tính tuổi lúc tham gia ghi hình)
| Thí sinh           | Tuổi | Chiều cao               | Quê quán         | Bị loại ở | Hạng               |
| ------------------ | ---- | ----------------------- | ---------------- | --------- | ------------------ |
| Polina Chernyshova | 24   | 1,73 m (5 ft 8 in)      | Moscow           | Tập 4     | 14-13              |
| Sasha Kosygina     | 25   | 1,65 m (5 ft 5 in)      | Rostov-on-Don    | Tập 4     | 14-13              |
| Nika Kraush        | 24   | 1,82 m (5 ft 11+1⁄2 in) | Krasnodar        | Tập 6     | 12 (dừng cuộc thi) |
| Liza Vdovina       | 21   | 1,73 m (5 ft 8 in)      | Stupino          | Tập 6     | 11                 |
| Eva Evans          | 20   | 1,67 m (5 ft 5+1⁄2 in)  | Kaliningrad      | Tập 7     | 10-9               |
| Polina Zasimenkova | 22   | 1,80 m (5 ft 11 in)     | Kemerovo         | Tập 7     | 10-9               |
| Sabina Rabaia      | 24   | 1,75 m (5 ft 9 in)      | Moscow           | Tập 8     | 8                  |
| Katya Pan          | 18   | 1,70 m (5 ft 7 in)      | Krasnodar        | Tập 9     | 7                  |
| Nastya Chernobaeva | 22   | 1,79 m (5 ft 10+1⁄2 in) | Saint-Petersburg | Tập 10    | 6-5                |
| Roma Milova        | 31   | 1,77 m (5 ft 9+1⁄2 in)  | Moscow           | Tập 10    | 6-5                |
| Anya Tregub        | 26   | 1,78 m (5 ft 10 in)     | Moscow           | Tập 11    | 4                  |
| Yana Dobroliubova  | 23   | 1,80 m (5 ft 11 in)     | Tolyatti         | Tập 12    | 3                  |
| Vika Kuznetsova    | 19   | 1,70 m (5 ft 7 in)      | Novosibirsk      | Tập 12    | 2                  |
| Tina Tova          | 20   | 1,72 m (5 ft 7+1⁄2 in)  | Krasnodar        | Tập 12    | 1                  |

## Thứ tự gọi tên
| 1  | Liza      | Yana            | Yana         | Polina Z. | Vika          | Nastya      | Roma   | Anya        | Yana | Tina |  |  |  |  |  |  |  |  |  |  |  |  |  |  |  |  |
| 2  | Nastya    | Liza            | Tina         | Anya      | Anya          | Anya        | Nastya | Vika        | Tina | Vika |  |  |  |  |  |  |  |  |  |  |  |  |  |  |  |  |
| 3  | Katya     | Katya           | Polina Z.    | Yana      | Tina          | Yana        | Yana   | Yana        | Vika | Yana |  |  |  |  |  |  |  |  |  |  |  |  |  |  |  |  |
| 4  | Eva       | Anya            | Liza         | Tina      | Yana          | Roma        | Vika   | Tina        | Anya |      |  |  |  |  |  |  |  |  |  |  |  |  |  |  |  |  |
| 5  | Polina Z. | Polina Z.       | Vika         | Roma      | Roma          | Vika        | Tina   | Nastya Roma |      |      |  |  |  |  |  |  |  |  |  |  |  |  |  |  |  |  |
| 6  | Polina C. | Sabina          | Eva          | Vika      | Sabina        | Katya       | Anya   | Nastya Roma |      |      |  |  |  |  |  |  |  |  |  |  |  |  |  |  |  |  |
| 7  | Vika      | Tina            | Anya         | Sabina    | Eva Polina Z. | Sabina Tina | Katya  |             |      |      |  |  |  |  |  |  |  |  |  |  |  |  |  |  |  |  |
| 8  | Sasha     | Roma            | Roma         | Eva       | Eva Polina Z. | Sabina Tina |        |             |      |      |  |  |  |  |  |  |  |  |  |  |  |  |  |  |  |  |
| 9  | Nika      | Nastya          | Sabina       | Liza      |               |             |        |             |      |      |  |  |  |  |  |  |  |  |  |  |  |  |  |  |  |  |
| 10 | Anya      | Eva             | Nika         | Nika      |               |             |        |             |      |      |  |  |  |  |  |  |  |  |  |  |  |  |  |  |  |  |
| 11 | Sabina    | Vika            | Katya Nastya |           |               |             |        |             |      |      |  |  |  |  |  |  |  |  |  |  |  |  |  |  |  |  |
| 12 | Roma      | Nika            | Katya Nastya |           |               |             |        |             |      |      |  |  |  |  |  |  |  |  |  |  |  |  |  |  |  |  |
| 13 | Yana      | Polina C. Sasha |              |           |               |             |        |             |      |      |  |  |  |  |  |  |  |  |  |  |  |  |  |  |  |  |
| 14 | Tina      | Polina C. Sasha |              |           |               |             |        |             |      |      |  |  |  |  |  |  |  |  |  |  |  |  |  |  |  |  |

     Thí sinh có tấm ảnh đẹp nhất
     Thí sinh dừng cuộc thi
     Thí sinh bị loại
     Thí sinh chiến thắng cuộc thi
- Mỗi vị trí của người mẫu trong thứ tự gọi tên không phản ánh việc họ thực hiện tốt như thế nào trong các buổi chụp ảnh. Tuy nhiên, hai thí sinh cuối bảng đại diện cho các thí sinh tệ nhất có nguy cơ bị loại.
- Các tập 1, 2 và 3 là tập casting.
- Trong tập 1 & 2, từ 70 thí sinh bán kết được giảm xuống còn 20 người đã chuyển sang vòng tiếp theo.
- Trong tập 3, từ 20 thí sinh bán kết được giảm xuống còn 14 cô gái chung cuộc.
- Trong tập 6, Nika xin dừng cuộc thi vì từ chối tham gia vào buổi quay video.
- Trong tập 8, Katya & Nastya đã được Anastasia Reshetova lựa chọn để quay lại cuộc thi.
- Trong tập 9, Tina đã được Philipp Plein lựa chọn để quay lại cuộc thi.
- Trong tập 12, quán quân cùng được xác định một phần do phiếu bình chọn của khán giả đã bầu sau khi tập 11 kết thúc. Kết quả là Tina giành quán quân với 43,8% bình chọn, Vika giành á quân với 30,8% còn Yana giành được 25,3%
- Tập 13 là tập ghi lại khoảnh khắc và toàn bộ quá trình ghi hình từ đầu cuộc thi.

### Buổi chụp hình
- Tập 1: Nữ danh ca với đạo cụ bất kì theo nhóm (casting phần 1)
- Tập 2: Ảnh trắng đen nhảy vogue ở hậu trường theo nhóm (casting phần 2)
- Tập 3: Tạo dáng trên những cánh tay của người mẫu nam (casting)
- Tập 4: Ảnh chân dung vẻ đẹp trắng đen với côn trùng
- Tập 5: Vận động viên thời trang
- Tập 6: Video: Khiêu vũ gợi cảm trong đồ lót theo nhóm
- Tập 7: Trình diễn thời trang trong tàu điện
- Tập 8: Avant-garde ở dưới nước
- Tập 9: Ảnh chân dung tự nhiên
- Tập 10: Ekaterina II trên đường phố đầy tuyết; Chuyện tình hoàng gia trong cung điện
- Tập 11: Ảnh chân dung thời trang đấm bốc; Trình diễn thời trang trước sự chuyển động của xe đua
- Tập 12: Bức tượng nghệ thuật với vải